# Nazionale femminile di pallavolo della Guyana
La nazionale di pallavolo femminile della Guyana è una squadra sudamericana composta dalle migliori giocatrici di pallavolo della Guyana ed è posta sotto l'egida della Federazione pallavolistica della Guyana.

## Risultati
La nazionale di pallavolo femminile della Guyana non ha mai partecipato ad alcuna competizione.